# بوچار
بوچار (به صربی: Bočar) یک منطقهٔ مسکونی در صربستان است که در Novi Bečej Municipality واقع شده‌است. بوچار ۱٬۸۹۵ نفر جمعیت دارد و ۸۱ متر بالاتر از سطح دریا واقع شده‌است.